# Аукштайтский национальный парк
Аукштайтский национальный парк (лит. Aukštaitijos nacionalinis parkas) — национальный парк на северо-востоке Литвы, в 100 км к северу от Вильнюса.

## История
Аукштайтия — самый старый из литовских национальных парков, был основан в 1974 году. Первоначально он был назван Национальным парком Литовской ССР, чтобы подчеркнуть, что это первый подобный парк в республике. В 1991 году были учреждены ещё 4 парка и все парки были названы по этнографическим названиям регионов Литвы. Тогда парк получил название Аукштайтского.

## География
Территория парка составляет 410,56 км². Около 50 % площади приходится на Игналинский район. На Утенский и Швенчёнский районы приходится по 25 %. Около 2,1 % территории составляет строго охраняемая зона. В эту зону доступ возможен только в сопровождении служащего парка.

## Природа

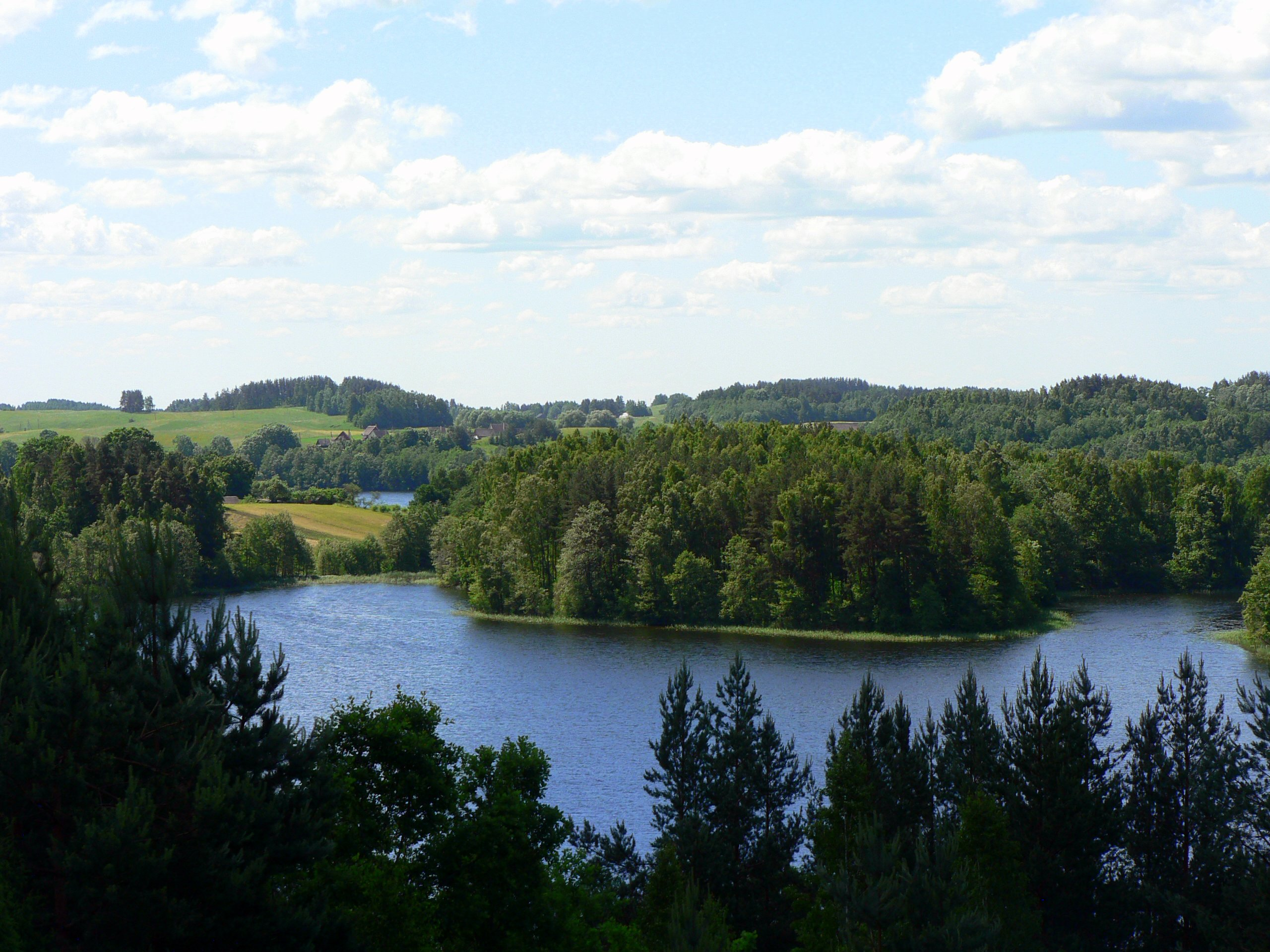
Вид с холма Ладакальнис

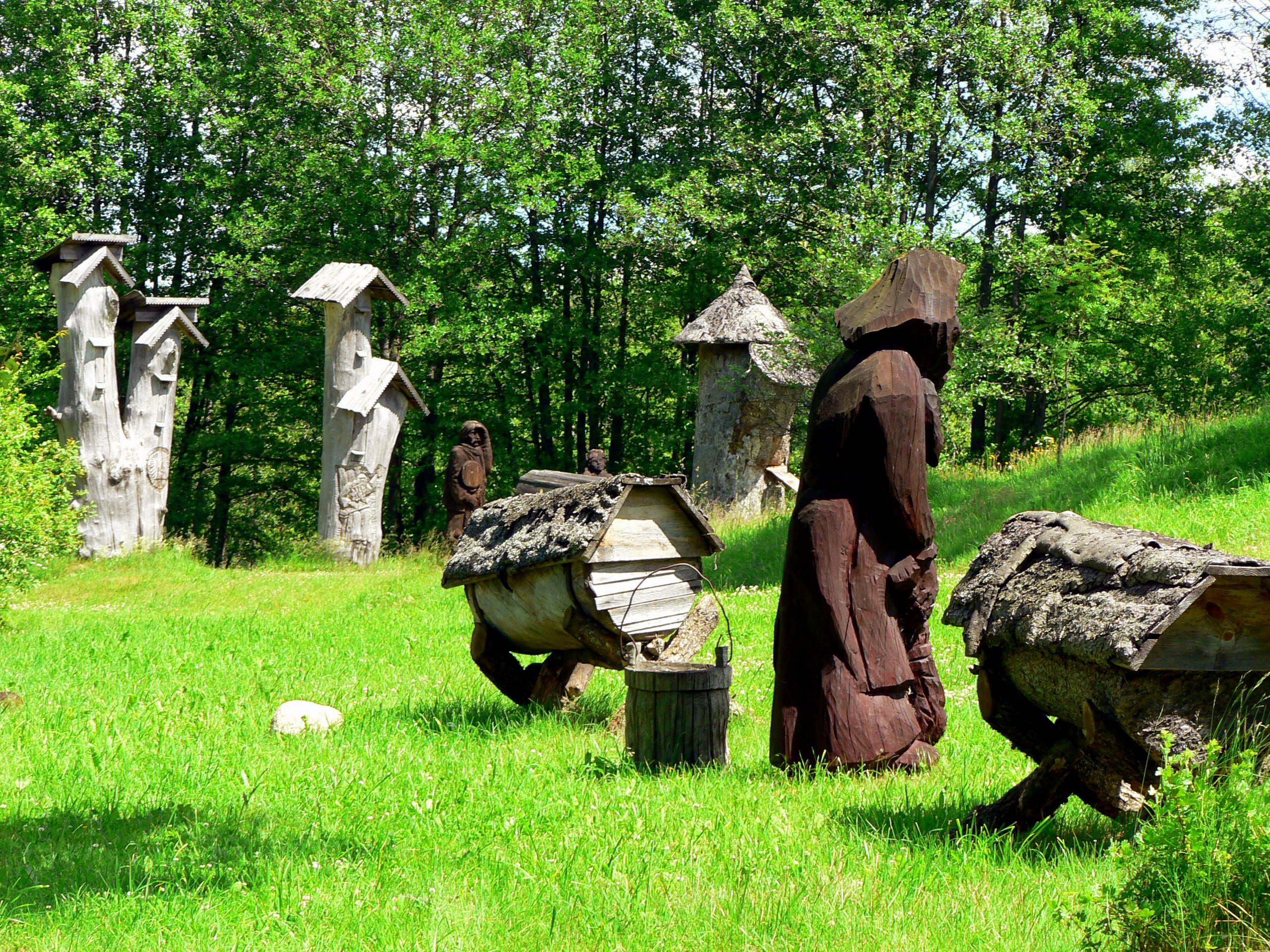
Музей ульев в Стипейкяй

Среди лесов и холмов парка разбросаны 126 озёр, большая часть которых соединена сетью ручьёв и маленьких речек. Они популярны в качестве места для водного туризма на каяках. Парк был учреждён более 30 лет назад и инфраструктура для водного туризма уже достаточно развита. Есть достаточно много мест, где можно взять напрокат лодку или каяк, а также остановиться на ночь. Озёра занимают 59,30 км² (или 15,5 %) территории парка. Здесь находятся и крупнейшее из литовских озёр — озеро Кретуонас (8,29 км²), и самое глубокое — озеро Таурагнас (60,5 м). 14 озёр имеют площадь более 1 квадратного километра каждое, площадь 6 озёр находится между 0,5 и 1 км² и 35 озёр — между 50 и 5 га. Остальные озёра имеют площадь менее 5 га, некоторые из них постепенно превращаются в болота.
На озере Балуошас есть 7 островов, на одном из которых есть собственное озерцо. Небольшой ручей вытекает из этого озерца в Балуошас — это единственное озеро в озере в Литве. Крупнейшая река в парке — Жеймяна (22 км реки протекает по территории парка, а общая длина достигает 114 км), которая впадает в Нярис. Все реки и озёра парка принадлежат к бассейну Жеймяны. Другие озёра Аукштайтии — Асалнаи, Дрингикштис, Алкенас, Пакасас, Кретуонас (крупнейшее озеро в национальном парке), Утенос,  Ваюонис и Йоскутис.
Один из самых красивейших видов в парке — вид с холма Ладакальнис, откуда видны шесть озёр. Холм является памятником природы.
Из встречающихся в национальном парке 64 вида растений, 8 видов грибов, 48 видов птиц включены в Красную книгу Литвы. Парк славится своим биоразнообразием — 59 % всех видов растений, встречающихся в Литве, можно отыскать в парке, который занимает менее 1 % территории страны.

## Деревни
В парке насчитывается 116 деревень, в которых постоянно проживает около 2300 человек. Первые деревни упоминаются в XIV веке (столица Литвы Вильнюс впервые упоминается в письменных источниках в 1323 году).